# アンボワーズ
アンボワーズ（Amboise）は、フランス中部、アンドル＝エ＝ロワール県のロワール川沿いにある街。ロワール古城巡りで有名な観光地であるアンボワーズ城や、フランソワ1世に招かれたレオナルド・ダ・ヴィンチが晩年を過ごしたクロ・リュッセがある。
街外れには、1775年にショワズール公によって建てられた、高さ44mの中国寺院であるカンタループ・パゴダ（Pagode de Chanteloup）がある。パゴダは7階建てで、各階に繋がる内装の階段は、公開されている。
郵便博物館（Musée de la Poste）は、郵便配達の歴史を追跡している博物館である。
マックス・エルンストの「亀の泉」は、市場のある川沿いに位置している。
1987年、長野県諏訪市と姉妹都市になった。

## 観光

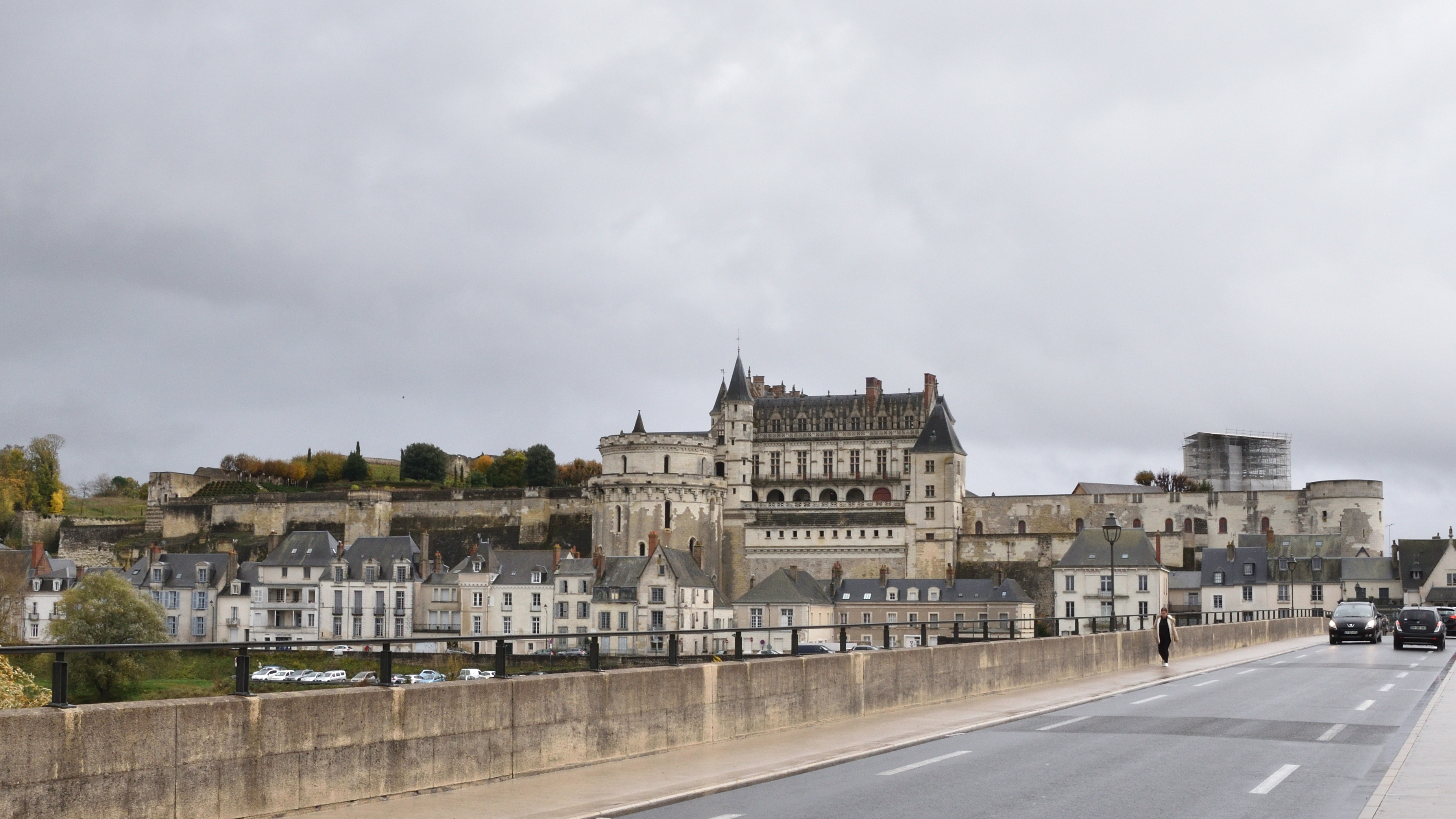
マレシャル・ルクレール橋から望むアンボワーズ城

- アンボワーズ城
- クロ・リュッセ城

## 交通
- トゥールより列車で20分程。駅からアンボワーズ城までは約１km。クロ・リュセ城は、アンボワーズ城の南東500ｍほどの所にある。

## 姉妹・友好都市
- 諏訪市（日本） - 1987年（昭和62年）3月4日 - 姉妹都市提携。